# Wierzchosława Ludmiła
Wierzchosława Ludmiła (ur. przed 1152, zm. zap. 1223) – księżniczka wielkopolska i księżna lotaryńska z dynastii Piastów. Córka księcia wielkopolskiego i zwierzchniego księcia Polski Mieszka III Starego i prawdopodobnie jego pierwszej żony Elżbiety, królewny węgierskiej.

## Życiorys
Około 1166 została wydana za hrabiego Bitsch, Fryderyka I Lotaryńskiego, syna księcia Lotaryngii Mateusza I Lotaryńskiego. Jej ojciec, Mieszko III Stary, poprzez to małżeństwo chciał pozyskać książąt z zachodniej części Świętego Cesarstwa Rzymskiego.
Wierzchosława Ludmiła Wielkopolska stała za nawiązaniem kontaktów artystycznych francuskich przedstawicieli sztuki z Polską. Dzięki jej staraniom ok. 1180 na dwór jej ojca przybyli nadmozańscy artyści, którzy wykonali Drzwi Gnieźnieńskie. W 1205 została księżną Lotaryngii po tym, jak Fryderyk I Lotaryński przejął władzę po śmierci brata, Szymona II Lotaryńskiego. Jednak nie dane mu było długo panować, gdyż zmarł rok później.

## Potomstwo
Z małżeństwa Wierzchosławy Ludmiły i Fryderyka I Lotaryńskiego pochodziło dziewięcioro dzieci:
- Fryderyk II (ur. ?, zm. 1213) – książę Lotaryngii w latach 1206–1213,
- Teodoryk Diabeł (ur. ?, zm. ?) – pan na Autigny, który pozostawił potomstwo znane jako linia baronów Deuilly, margrabiów Trichateau i margrabiów na Chastelet d'Autigny (linia męska wymarła w XVIII wieku),
- Henryk (ur. ?, zm. p. 1261) – pan de Bayon (jego potomstwo męskie wymarło w następnym stuleciu),
- Filip (ur. ?, zm. 1243) – pan na Gebweilerze, który zmarł bezpotomny,
- Mateusz (ur. 1170, zm. 1217) – biskup Toul,
- Agata (ur. ?, zm. 1242) – opatka w Remiremont,
- Judyta (ur. ok. 1171, zm. po III 1224) – żona Henryka II, hrabiego Salm,
- Jadwiga (ur. ?, zm. 1228) – żona Jerzego, hrabiego na Zweibrücken,
- Kunegunda (ur. ?, zm. 1214) – żona Walrama IV, hrabiego Luksemburga i Limburg-Arlon, która pozostawiła liczne potomstwo.

## Genealogia
| Bolesław III Krzywousty ur. 20 VIII 1086 zm. 28 X 1138 | Bolesław III Krzywousty ur. 20 VIII 1086 zm. 28 X 1138 |                                                    |                                                    | Salomea z Bergu ur. 1093–1101 zm. 27 VII 1144 | Salomea z Bergu ur. 1093–1101 zm. 27 VII 1144 |  |  | Stefan II ur. ok. 1101, zm. 1 III 1131             | Stefan II ur. ok. 1101, zm. 1 III 1131             |                                                    |                                                    | Adelajda ur. ?, zm. ?                              | Adelajda ur. ?, zm. ?                              |
|                                                        |                                                        |                                                    |                                                    |                                               |                                               |  |  |                                                    | ?                                                  |                                                    |                                                    |                                                    |                                                    |
|                                                        |                                                        |                                                    |                                                    |                                               |                                               |  |  |                                                    |                                                    |                                                    |                                                    |                                                    |                                                    |
|                                                        |                                                        | Mieszko III Stary ur. 1122–1125 zm. 13/14 III 1202 | Mieszko III Stary ur. 1122–1125 zm. 13/14 III 1202 |                                               |                                               |  |  | Elżbieta węgierska ur. ? zm. 21 VII zap. 1150–1154 | Elżbieta węgierska ur. ? zm. 21 VII zap. 1150–1154 | Elżbieta węgierska ur. ? zm. 21 VII zap. 1150–1154 | Elżbieta węgierska ur. ? zm. 21 VII zap. 1150–1154 | Elżbieta węgierska ur. ? zm. 21 VII zap. 1150–1154 | Elżbieta węgierska ur. ? zm. 21 VII zap. 1150–1154 |
|                                                        |                                                        |                                                    |                                                    |                                               |                                               |  |  |                                                    |                                                    |                                                    | ?                                                  |                                                    |                                                    |
|                                                        |                                                        |                                                    |                                                    |                                               |                                               |  |  |                                                    |                                                    |                                                    |                                                    |                                                    |                                                    |
|                                                        |                                                        |                                                    |                                                    |                                               |                                               |  |  |                                                    |                                                    |                                                    |                                                    |                                                    |                                                    |

|                                            |                                            | Fryderyk I Lotaryński ur. p. 1152 zm. 7 IV 1206 OO ok. 1166 | Fryderyk I Lotaryński ur. p. 1152 zm. 7 IV 1206 OO ok. 1166 | Wierzchosława Ludmiła ur. p. 1153 zm. zap. 1223 | Wierzchosława Ludmiła ur. p. 1153 zm. zap. 1223 |                                     |                                     |                                      |                                      |
|                                            |                                            |                                                             |                                                             |                                                 |                                                 |                                     |                                     |                                      |                                      |
|                                            |                                            |                                                             |                                                             |                                                 |                                                 |                                     |                                     |                                      |                                      |
|                                            |                                            |                                                             |                                                             |                                                 |                                                 |                                     |                                     |                                      |                                      |
| Fryderyk II Lotaryński ur. ? zm. 10 X 1213 | Fryderyk II Lotaryński ur. ? zm. 10 X 1213 | Teodoryk Diabeł ur. ? zm. ?                                 | Teodoryk Diabeł ur. ? zm. ?                                 | Henryk Lombardzki ur. ? zm. p. 1261             | Henryk Lombardzki ur. ? zm. p. 1261             | Filip Lotaryński ur. ? zm. 1243     | Filip Lotaryński ur. ? zm. 1243     | Mateusz Lotaryński ur. 1170 zm. 1217 | Mateusz Lotaryński ur. 1170 zm. 1217 |
|                                            |                                            |                                                             |                                                             |                                                 |                                                 |                                     |                                     |                                      |                                      |
| Agata Lotaryńska ur. ? zm. 1242            | Agata Lotaryńska ur. ? zm. 1242            | Judyta Lotaryńska ur. ok. 1171 zm. po III 1224              | Judyta Lotaryńska ur. ok. 1171 zm. po III 1224              | Jadwiga Lotaryńska ur. ? zm. 1228               | Jadwiga Lotaryńska ur. ? zm. 1228               | Kunegunda Lotaryńska ur. ? zm. 1214 | Kunegunda Lotaryńska ur. ? zm. 1214 |                                      |                                      |

? – Nie jest pewne, czy Wierzchosława Ludmiła była córką Mieszka III Starego z pierwszego małżeństwa z Elżbietą węgierską. Możliwe, że jej matką była druga żona księcia – księżniczka ruska Eudoksja. W zakresie filiacji Elżbiety węgierskiej badacze nie są zgodni. Obok hipotezy o byciu córką Stefana II (K. Jasiński) istnieją poglądy o jej pochodzeniu ze związków Almosa (O. Balzer) i Beli II (A. Małecki). Zob. K. Jasiński, Rodowód pierwszych Piastów, Poznań 2004, ss. 235–240.
Opracowanie na podstawie: K. Jasiński, Rodowód pierwszych Piastów, Poznań 2004; K. Ożóg, S. Szczur (red.), Piastowie. Leksykon biograficzny, Kraków 1999; Arpad family (ang.), genealogy.euweb.cz, [dostęp 2011-09-30], The House of Lorraine (ang.), genealogy.euweb.cz, [dostęp 2011-09-20].